# Mount Penrose
Mount Penrose är ett berg i Kanada.   Det ligger i provinsen British Columbia, i den sydvästra delen av landet, 3 500 km väster om huvudstaden Ottawa. Toppen på Mount Penrose är 2 634 meter över havet.
Terrängen runt Mount Penrose är bergig åt nordväst, men åt sydost är den kuperad.Trakten runt Mount Penrose är nära nog obefolkad, med mindre än två invånare per kvadratkilometer..
Trakten runt Mount Penrose består i huvudsak av gräsmarker.